# Гиря, Иван Васильевич
Иван Васильевич Ги́ря (?—1654) — украинский военный, государственный и дипломатический деятель XVII века, первый Белоцерковский полковник Войска Запорожского (1648—1649). Один из сподвижников Богдана Хмельницкого.

## Биография
Происходил из мелкопоместной шляхты г. Остра (ныне Черниговская область).
Вместе с братом Семёном владел с. Мрин на Черниговщине.
На стороне поляков участвовал в русско-польской войне (1609—1618). В конце войны попал в плен к русским.
В 1620—1630 — полковник Войска Запорожского. В 1625 году побывал с посольством у московского царя Михаила Фёдоровича.
В 1630 году был избран войсковым судьёй. Проживал в с. Жовнино (Черкасская область).
Принимал активное участие в восстании Хмельницкого 1648—1657 годов.
В 1648—1649 — первый Белоцерковский полковник Войска Запорожского. В июне принимал в Белой Церкви посла Речи Посполитой к гетману Богдану Хмельницкому.
Участник битвы под Староконстантиновом 26-28 июля 1648 года, где командовал авангардом казацкого корпуса Максима Кривоноса.
Умер от чумы в 1654 году.